# Nationalliga (Böhmen und Mähren) 1943/44
Die Spielzeit 1943/44 war die fünfte und letzte Austragung der Eishockeymeisterschaft im besetzten Protektorat Böhmen und Mähren; die Meisterschaft hieß in dieser Saison Národní liga (Nationalliga). In der folgenden Saison 1944/45 wurde keine Meisterschaft ausgetragen. Diese diente als Ersatz für die während der Kriegsjahre nicht stattfindende tschechoslowakische 1. Liga. Meister wurde der LTC Prag. Bester Torschütze der Liga wurde Vladimír Zábrodský von Meister LTC Prag, der in den fünf Spielen seiner Mannschaft zehn Tore erzielte. Die Saison 1944/45 musste auch im Protektorat Böhmen und Mähren aufgrund des Kriegsgeschehens ausgesetzt werden, so dass der offizielle Spielbetrieb erst mit der Weiterführung der tschechoslowakischen 1. Liga in der Saison 1945/46 stattfand.

## Modus
Die sechs Teams trafen in einer einfachen Runde aufeinander. Meister wurde der Tabellenführer am Saisonende. Der Letztplatzierte stieg ab. Für einen Sieg erhielten die Mannschaften zwei Punkte, bei einem Unentschieden einen und bei einer Niederlage keinen.

## Tabelle
| Pl. | Team                        | Sp. | S | U | N | Torv. | Pkt. |
| --- | --------------------------- | --- | - | - | - | ----- | ---- |
| 1.  | LTC Prag                    | 5   | 5 | 0 | 0 | 34-5  | 10   |
| 2.  | I. ČLTK Prag                | 5   | 4 | 0 | 1 | 19-8  | 8    |
| 3.  | SK Podolí Prag              | 5   | 3 | 0 | 2 | 18-17 | 6    |
| 4.  | AC Sparta Prag              | 5   | 2 | 0 | 3 | 14-20 | 4    |
| 5.  | AC Stadion České Budějovice | 5   | 1 | 0 | 4 | 8-24  | 2    |
| 6.  | SK Libeň                    | 5   | 0 | 0 | 5 | 6-25  | 0    |

## Aufstieg
Die folgenden vier Mannschaften spielten im Play-off-Modus um den Aufstieg in die Nationalliga. Dabei setzte sich der SK Prostějov durch.
Halbfinale:
- HC Stadion Prag – DSK Tábor 2:2 (Rückspiel 4:1)
- SK Prostějov – DSK Třebíč 2:0

Spiel um Platz 3:
- DSK Tábor – DSK Třebíč 4:1

Finale:
- SK Prostějov – HC Stadion Prag 1:0